# Konsekvensneutralitet
Konsekvensneutralitet, även konsekvensneutralitetsprincipen, innebär  att nyhetsreportern efter bästa förmåga ska rapportera det som är sant och relevant utan hänsyn till vem eller vad som gynnas eller drabbas av nyheten. Reportern ska stå neutral i förhållande till nyhetens konsekvenser och inte driva en egen politisk agenda. 

## Etymologi
Ordet "konsekvensneutralitet" myntades av Erik Fichtelius när han var Ekochef i mitten av 1980-talet. I boken Vad är en nyhet? skrev han "Är nyheten sann och relevant, alltså viktig för publiken, så ska den publiceras oavsett om det är bra eller dåligt för en viss stat, politiker eller affärsverksamhet. Reportern ska inte ha som avsikt att uppnå en viss effekt eller politisk åtgärd med sin rapportering." Begreppet finns mer utförligt i Fichtelius lärobok Nyhetsjournalistik - tio gyllene regler.

## Nyckelaspekter
1. Oberoende från yttre påverkan
Journalisten ska stå fri från påtryckningar från politiska, ekonomiska eller sociala intressen.
2. Sanning och relevans i fokus
Det primära målet är att rapportera det som är verifierbart och betydelsefullt, oavsett effekter.
3. Ingen agenda
Journalisten ska undvika att agera aktivistiskt eller försöka påverka samhällsutvecklingen genom sin rapportering.

## Exempel på konsekvensneutralitet

### Bofors-skandalen
Fichtelius använde konsekvensneutralitet som vägledning när han och hans team avslöjade korruption och mutor inom den svenska vapenindustrin. Rapporteringen orsakade stora konsekvenser för företagets rykte och Sveriges diplomatiska relationer, men fokus låg hela tiden på att förmedla fakta, inte på att påverka utfallet.

### Grisbuktsinvasionen (1961)
Under Grisbuktsinvasionen stod amerikanska journalister inför ett moraliskt dilemma: att rapportera om USA:s förestående invasion av Kuba eller att undanhålla information för att skydda operationen. Trots press från myndigheter valde vissa journalister att publicera sanningen, vilket demonstrerar principen om att journalistikens lojalitet är till allmänheten, inte makthavare.

### Ibsens En folkefiende
Henrik Ibsens pjäs används av Fichtelius som en metafor för konsekvensneutralitet. I En folkefiende avslöjar Dr. Stockmann att stadens spa är förorenat, trots kraftigt motstånd från samhället. Hans beslut att sätta sanningen framför konsekvenserna speglar journalistens roll i att förmedla fakta oavsett om de är obekväma.

### Migration och flyktingpolitik
Fichtelius beskriver hur journalister ibland undviker vissa ämnen, såsom migration, av rädsla för att gynna extrema rörelser. Han argumenterar att denna självcensur skadar mediernas trovärdighet och bidrar till misstro. Konsekvensneutralitet innebär att rapportera hela bilden, även om det innebär att lyfta fram kontroversiella fakta.

## Utmaningar
- Politisk och kommersiell påverkan
Journalister möter ofta press från makthavare eller företag att rapportera på sätt som tjänar deras intressen.
- Publikens förväntningar
Det kan vara svårt att motstå frestelsen att anpassa innehåll för att tillfredsställa publikens åsikter eller förväntningar.

## Betydelsen av konsekvensneutralitet
Konsekvensneutralitet är avgörande för att:
- Skydda journalistikens trovärdighet:
Genom att undvika agendor kan medier behålla allmänhetens förtroende.
- Främja demokrati:
Genom att erbjuda en gemensam bas av fakta möjliggör journalister en informerad samhällsdebatt.
- Motverka desinformation:
Faktabaserad rapportering motverkar propaganda och falska nyheter.

## Relaterade begrepp
- Objektivitet i journalistik
- Etik i nyhetsrapportering
- Medielogik och ansvar

## På engelska
På engelska förekommer ett relaterat (men inte synonymt) uttryck – "Publish and be damned" – som Arthur Wellesley svarade efter att ha utpressats av John Joseph Stockdale, som erbjöd sig att avstå från att publicera memoarer av en av Wellesleys före detta älskarinnor, Harriette Wilson.

## Konsekvensneutralitet i svenska medier
De flesta[källa behövs] tidningar och andra medier i Sverige uppger själva att de tillämpar principen i sin redaktionella vardag.
Konsekvensneutraliteten omnämns inte uttryckligen i varken Pressens publicitetsregler eller Pressens yrkesregler. Den kan i vissa fall stå i konflikt med de två stycken i Pressens publicitetsregler som uppmanar till att "Respektera den personliga integriteten" och "Var försiktig med namn" (där den sistnämnda uttryckligen uppmanar att noga överväga konsekvenserna vid en namnpublicering). Två punkter i Pressens yrkesregler, "inte ge efter för påtryckningar från utomstående" och "utnyttja inte ställningen som journalist för egen eller andras vinning", berör konsekvensneutraliteten.